# Suore di Loreto ai piedi della Croce
Le Suore di Loreto ai Piedi della Croce (in inglese Sisters of Loretto at the Foot of the Cross, o semplicemente Lorettines) sono un istituto religioso femminile di diritto pontificio: le suore di questa congregazione pospongono al loro nome la sigla S.L.

## Storia
La congregazione venne fondata dal sacerdote belga Charles Nerinckx (1761-1824): originario del Brabante, nel 1804 giunse a Baltimora e il vescovo John Carroll lo inviò come missionario nel Kentucky.
Ebbe l'intuizione di istituire una congregazione di suore insegnanti composta da donne della regione e, dopo alcuni tentativi falliti, trovò in Mary Rhodes, Christina Stuart e Ann Havern tre valide collaboratrici. Con l'approvazione di Benoît-Joseph Flaget, vescovo di Bardstown, il 25 aprile 1812 ad Hardin's Creek le donne diedero formalmente inizio alla congregazione.
Le suore di Loreto si diffusero rapidamente negli Stati Uniti d'America. Nel 1915 fondarono il Loretto College a Webster Groves nel Missouri, che poi diventò la Webster University. Nel 1923, su invito dei missionari di San Colombano, aprirono filiali in Cina e, quando vennero espulse dal paese asiatico, nell'America Latina.
L'istituto ottenne il pontificio decreto di lode il 1º aprile 1816 e l'approvazione definitiva della Santa Sede il 30 dicembre 1824.

## Attività e diffusione
Le suore di Loreto si dedicano prevalentemente all'istruzione e all'educazione cristiana della gioventù.
Oltre che negli Stati Uniti d'America, le suore sono presenti in Asia (Pakistan, Taiwan), nell'America meridionale (Bolivia, Cile, Perù) e in Ghana; la sede generalizia è a Nerinx, nel Kentucky.
Alla fine del 2008 la congregazione contava 253 religiose in 38 case.